# 末松直洋
末松 直洋（すえまつ なおひろ、1962年9月14日 - ）は、日本の政治家。元熊本県議会議員（3期）。熊本県宇城市長（1期）。

## 来歴
宇城市出身。1981年、熊本県立熊本農業高等学校卒業。1983年、 農林水産省果樹試験場口之津支場養成研修課を卒業し、就農する。2015年、熊本県議会議員選挙に宇城市・下益城郡選挙区から無所属で立候補して初当選を果たした。2019年の県議選では自民党公認で立候補し再選を果たした。2023年の県議選では無投票で3選を果たした。

### 2025年宇城市長選挙
2024年9月26日に宇城市長選挙への立候補を表明した。翌2025年の市長選は新人4人での争いとなったが、これを制して初当選を果たした。
※当日有権者数：46,695人 最終投票率：52.45%（前回比： 1.94pts）
| 候補者名   | 年齢 | 所属党派 | 新旧別 | 得票数   | 得票率 | 推薦・支持 |
| ---------- | ---- | -------- | ------ | -------- | ------ | ---------- |
| 末松直洋   | 62   | 無所属   | 新     | 10,708票 | 44.06% | -          |
| 溝見友一   | 55   | 無所属   | 新     | 6,932票  | 28.52% | -          |
| 村上真由子 | 46   | 無所属   | 新     | 3,858票  | 15.88% | -          |
| 福田良二   | 63   | 無所属   | 新     | 2,804票  | 11.54% | -          |

2月27日に市長に就任した。

## 市政
- 宇城市の2025年総合カレンダーに「ハンセン病・水俣病などの感染症」という誤解を招く記載があった[10]。この問題に関連して5月20日に菊池恵楓園を、同月29日に水俣市を訪問して、現地研修を行った[10]。